# Mellor Sigma
De Mellor Sigma is een elektrische bus die werd geproduceerd van 2021 tot 2024 door de Britse busfabrikant Mellor Coachcraft. De carrosserie werd gebouwd door het Chinese bedrijf Wisdom Motor, waarna het in Groot-Brittannië werd afgewerkt. Mellor bracht eerst de Sigma 7 en Sigma 10 op de markt in 2021 en bracht in 2023 de Sigma 8, Sigma 9, Sigma 11 en Sigma 12 op de markt.

## Versies
Er zijn zes versies van de Sigma. Deze versies verschillen allen qua lengte.
- Sigma 7; 7 meterversie
- Sigma 8; 8 meterversie
- Sigma 9; 9 meterversie
- Sigma 10; 10 meterversie
- Sigma 11; 11 meterversie
- Sigma 12; 12 meterversie

Oorspronkelijk zou er ook een 13 meterversie zijn, die in oktober 2023 werd aangekondigd, maar deze kwam niet verder in ontwikkeling.

## Technische specificaties
|                | Sigma 7  | Sigma 8  | Sigma 9  | Sigma 10  | Sigma 11  | Sigma 12  |
| -------------- | -------- | -------- | -------- | --------- | --------- | --------- |
| Lengte         | 6 990 mm | 8 725 mm | 9 400 mm | 10 250 mm | 10 950 mm | 11 975 mm |
| Breedte        | 2 080 mm | 2 350 mm | 2 350 mm | 2 475 mm  | 2 550 mm  | 2 550 mm  |
| Hoogte         | 3 100 mm | 3 100 mm | 3 100 mm | 3 300 mm  | 3 300 mm  | 3 300 mm  |
| Wielbasis      | 4 800 mm | 4 650 mm | 5 325 mm | 5 750 mm  | 5 850 mm  | 5 850 mm  |
| Vooroverbouw   | 950 mm   | 2 380 mm | 2 380 mm | 2 400 mm  | 2 400 mm  | 2 725 mm  |
| Achteroverbouw | 1 240 mm | 1 695 mm | 1 695 mm | 2 100 mm  | 2 700 mm  | 3 400 mm  |

## Inzet
De Mellor Sigma werd in eerste instantie vooral geproduceerd voor de Britse markt, maar sinds 2022 kwam er ook interesse uit andere Europese landen. Op 17 november 2022 werd bekend dat Nobina vier Sigma 7-bussen had besteld om dienst te doen in Göteborg. Op 1 februari 2023 werd bekend dat Connect Bus 42 Sigma 7 bussen bestelt heeft voor dienst te doen op de Flex Line van Västraffik in Västra Götalands län. Op 15 februari 2023 wed bekend dat KVG drie Sigma 7-bussen had besteld om dienst te doen in Kiel.
| Bedrijf             | Type      | Serie         | Aantal    | Inzet                | Opmerking |
| Duitsland           | Duitsland | Duitsland     | Duitsland | Duitsland            | Duitsland |
| ------------------- | --------- | ------------- | --------- | -------------------- | --------- |
| KVG                 | Sigma 7   | 361 - 363     | 3         | Kiel                 |           |
| RVB                 | Sigma 7   | 998 - 999     | 2         | Regensburg           |           |
| Verenigd Koninkrijk |           |               |           |                      |           |
| Liberty Bus         | Sigma 8   | 3001 - 3002   | 2         | Jersey               |           |
| Shuttle Buses       | Sigma 8   | e2 - e3       | 2         | North Ayrshire       |           |
| Whippet             | Sigma 12  | WG112 - WG120 | 9         | Cambridge            |           |
| Zweden              |           |               |           |                      |           |
| Connect Bus         | Sigma 7   | 2001 - 2042   | 42        | Västra Götalands län |           |
| Nobina              | Sigma 7   | 4093 - 4096   | 4         | Göteborg             |           |

## Externe link

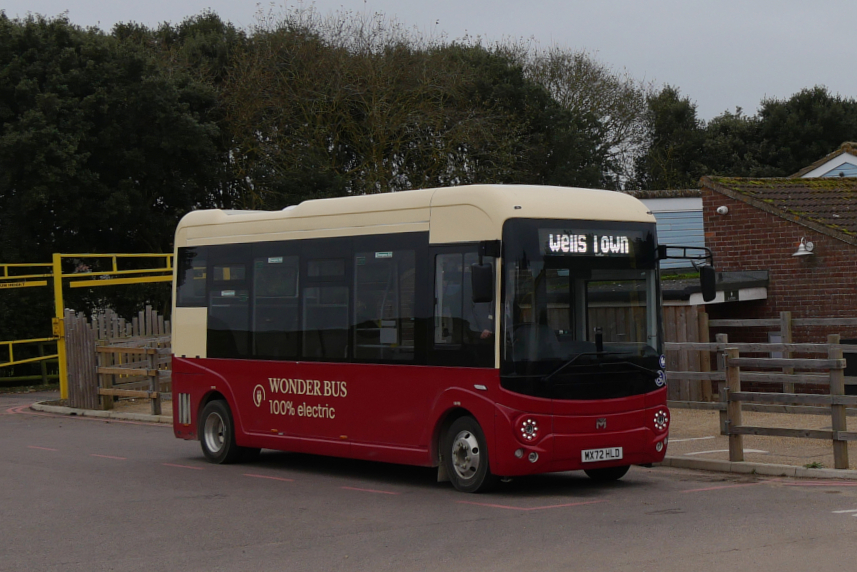
Sigma 7
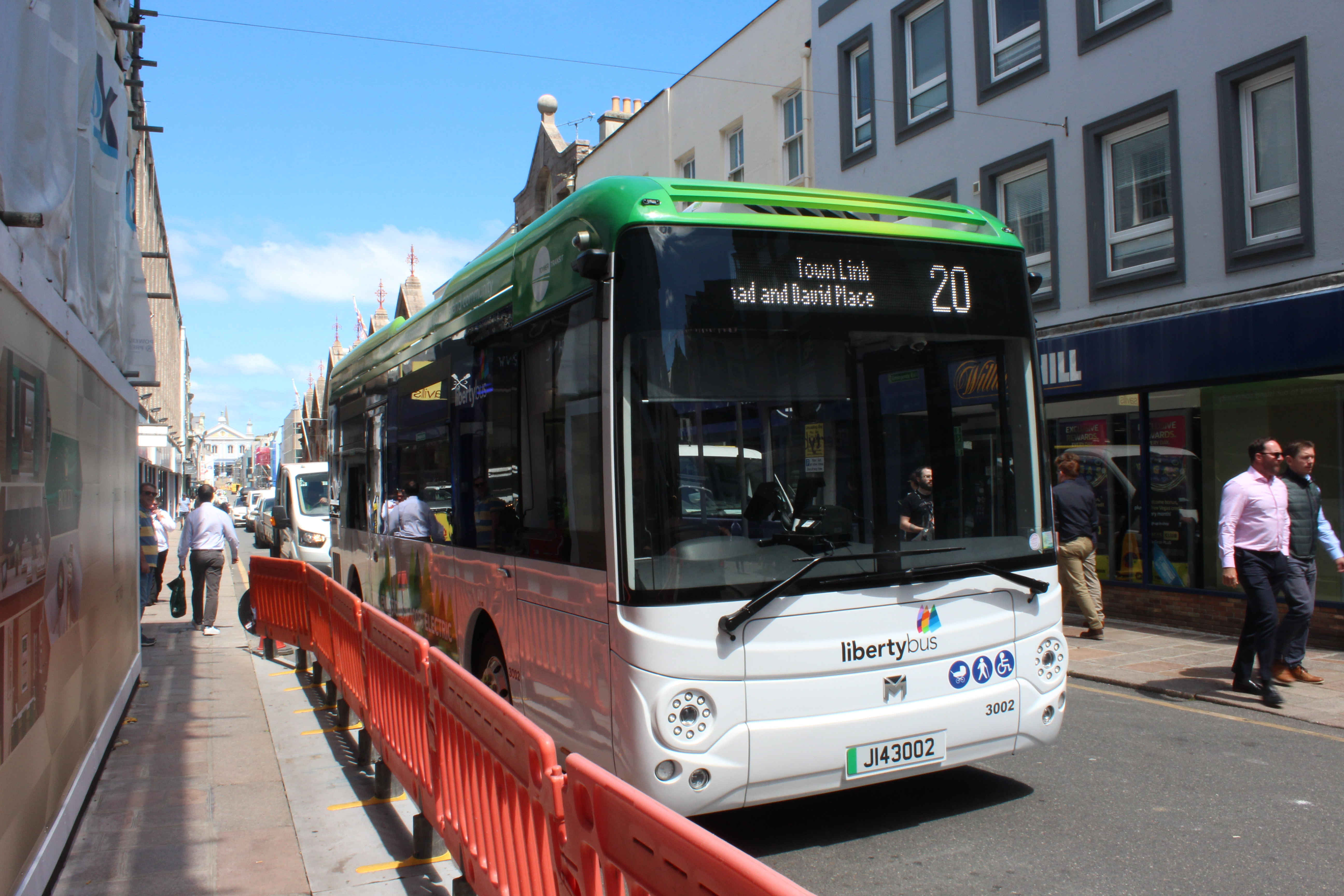
Sigma 8
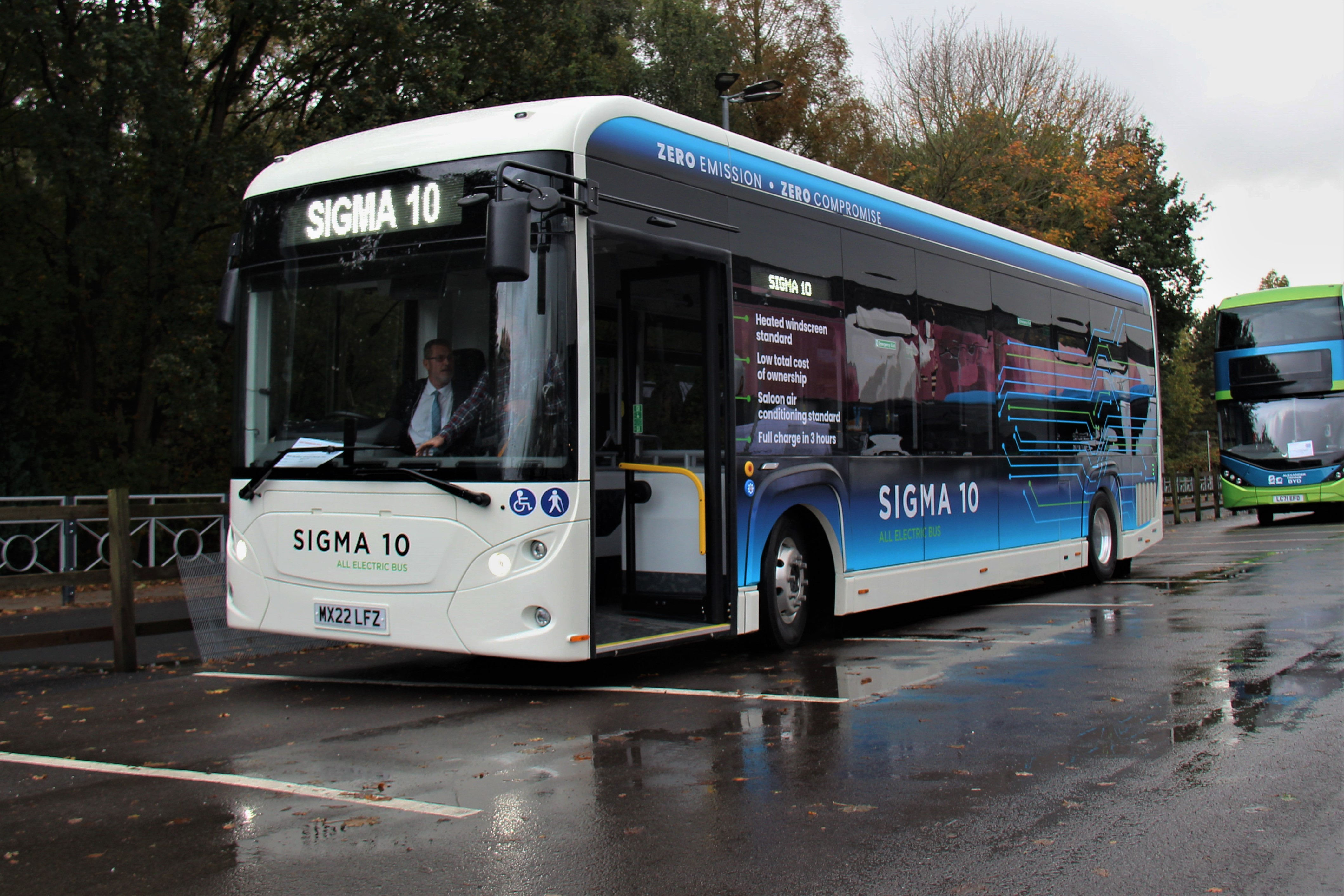
Sigma 10
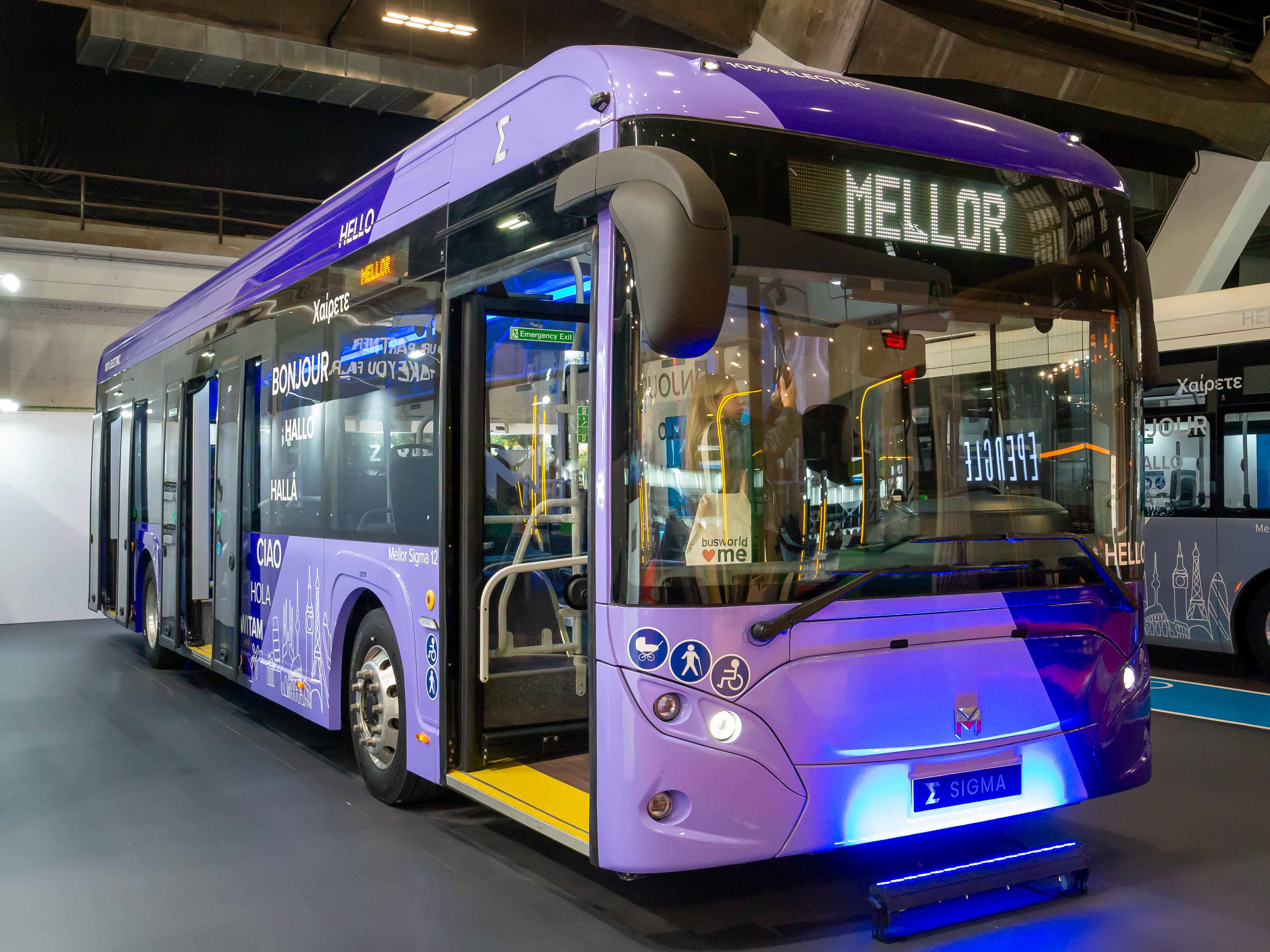
Sigma 12
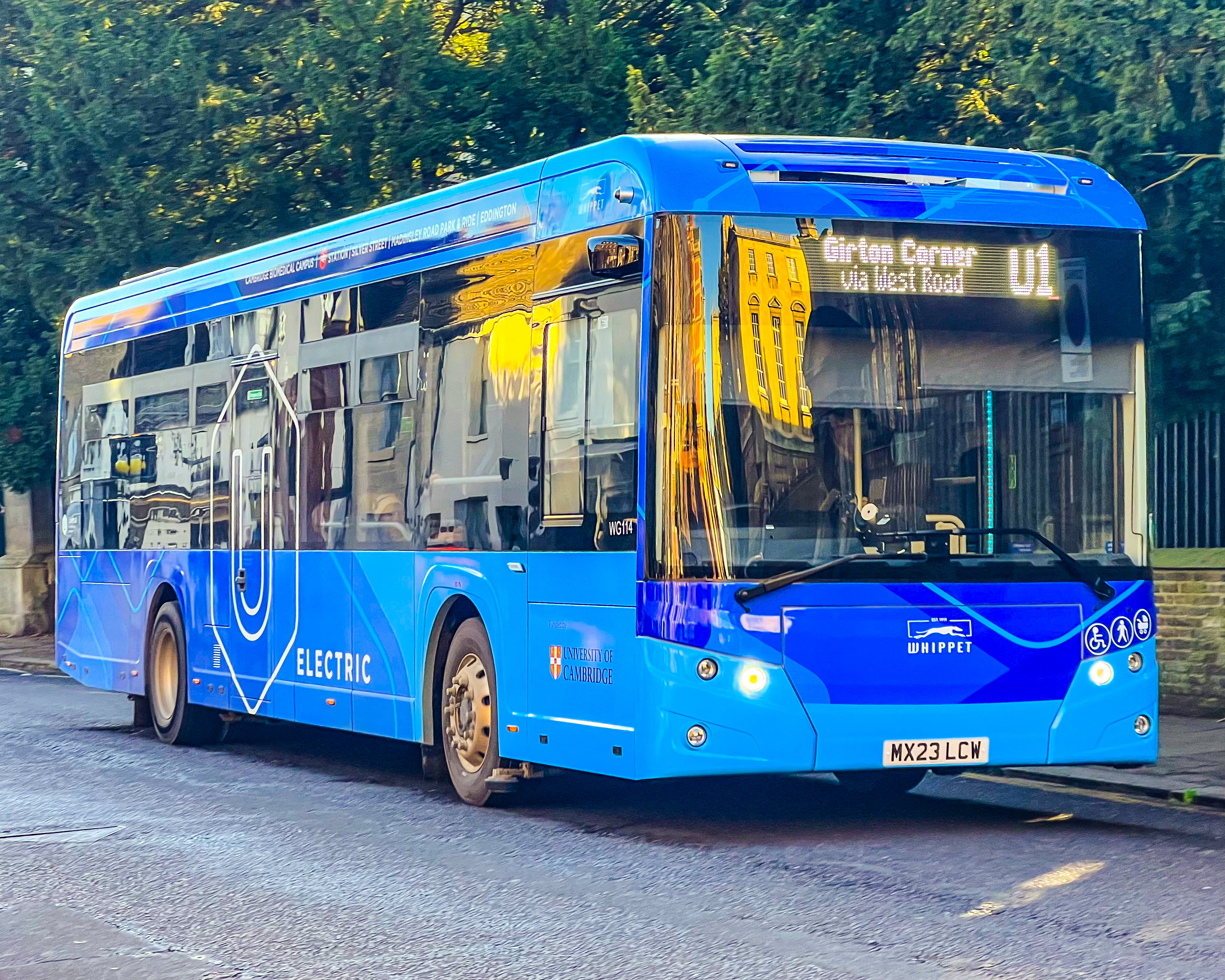
Sigma 12